# Masdevallia juan-albertoi
Masdevallia juan-albertoi är en orkidéart som beskrevs av Carlyle August Luer och M.Arias. Masdevallia juan-albertoi ingår i släktet Masdevallia och familjen orkidéer.
Artens utbredningsområde är Peru. Inga underarter finns listade i Catalogue of Life.